# Saline Rothenfelde
Die Saline Rothenfelde bestand seit dem 18. Jahrhundert im heutigen Bad Rothenfelde im Hochstift Osnabrück.

## Vorgeschichte
Anders als die Saline Königsborn, die Saline Salzkotten und die Saline Gottesgabe besitzt die Saline Rothenfelde keine jahrhundertealte Geschichte oder Vorgeschichte. Zwar sind auch Gottesgabe in Rheine und Königsborn in Unna Neugründungen, die ins 17. bzw. 18. Jahrhundert fallen; doch weisen diese beiden Salinen eine Vorgeschichte in der Salzproduktion auf, die nicht unerheblich für die Entwicklung beider Salinen im 18. Jahrhundert war. In der Nähe des späteren Salzwerkes Rothenfelde waren zwar in älterer Zeit Salzquellen genutzt worden; doch kann von einer wirklichen Salzproduktion dabei nicht die Rede sein. Bekannt war zu Beginn des 18. Jahrhunderts lediglich, dass in den am Abhang des Kleinen Berges gelegenen Ortschaften Aschendorf und Laer salzhaltige Quellen austraten, in deren Wasser die ansässigen Bauern ihre Speisen zu kochen pflegten, um finanzielle Aufwendungen für das stets kostbare Salz als Speisewürze sparen zu können.
Daneben gab es im Hochstift noch an einem weiteren Ort Solequellen, die kurzzeitig auch zu einer Saline ausgebaut wurden. An der Hauptstraße zwischen Osnabrück und Bielefeld in der Grafschaft Ravensberg wurde am sogenannten Holtmannschen Platz im Jahr 1539 von Sälzern aus Unna eine Solequelle entdeckt und besichtigt. An dieser Stelle wurde zu Beginn des 17. Jahrhunderts offensichtlich eine Saline eingerichtet, da der damalige Landesherr, der Herzog von Jülich, einen Johann Reinhard Philipson am 8. April 1607 mit einem dort gelegenen Salzwerk samt Salzsiederei belehnt hatte. Mit seinem Bedarf an Brennholz zur Versiedung fügte der Betrieb dem Holzbestand der Umgebung schweren Schaden zu. Eine Umstellung auf Feuerung mit Kohle war nicht möglich. Die einzige Kohleförderung des Oeseder Kohlenbergs der Drostin Lukretia von Cappel, die mit dem Salzwerk des Johann Reinhard Philipson einen Liefervertrag aus dem Jahr 1609 besaß, ging in Konkurs, wobei die Kohlen durch die Gläubiger gepfändet wurden. Schließlich wurde der Betrieb eingestellt. Insgesamt waren jedoch diese drei Solequellen, die bei Aschendorf und Laer sowie die am Holtmannschen Platz, zu Beginn des 18. Jahrhunderts noch bekannt.

## Geschichte

### Fürstbischöflicher Auftrag
Im Jahr 1722 beauftragte der damalige Landesherr, Fürstbischof Ernst August II. von Hannover aus dem Herzogshause Braunschweig-Lüneburg, angetrieben von der in seinem Territorium herrschenden enormen Salzarmut, den Baumeister Johann Christian Märcker aus der Grafschaft Mansfeld mit der Suche nach Solequellen und der Errichtung eines Salzwerkes zur bischöflichen Salzproduktion. Seit Beginn des Rothenfelder Salinenwesens trat ausschließlich der fürstbischöfliche Landesherr als Sachpromotor auf; er strebte die Errichtung eines staatlich-fiskalischen Betriebes an. In den Quellen finden sich keine Hinweise, dass Ernst August II. je an eine Belehnung, Verpachtung oder an die Errichtung einer kapitalistischen Erwerbsgesellschaft zum Betrieb der Saline Rothenfelde dachte. Ernst August II. selbst war im Rahmen einer besonderen Nachfolgeregelung (sogenannte alternative Sukzession) zum Fürstbischof im Hochstift Osnabrück gewählt worden.
Mit Johann Christian Märcker wählte der Fürstbischof einen Fachpromotor aus, der zwar Kenntnisse im Bereich des Salinenwesens gesammelt hatte, aber nicht als ein so beschlagener Fachpromotor galt, wie es von Beust, Korte oder die im brandenburgisch-preußischen Salinenwesen zu Unna eingesetzten Beamten waren. Märcker war von Hause aus nicht Salinenexperte, sondern hatte Mühlen- und Wasserbauwesen gelernt. Der Baumeister hatte aber in den Jahren seiner vormaligen Berufstätigkeit die Gelegenheit gehabt, sich bei Aufenthalten in Bergwerken und Salinen zu Mansfeld und in Obersachsen einige Kenntnisse im Bereich des Bergbaus und der Salzversiedung anzueignen. Dass die fürstbischöfliche Wahl gerade auf ihn und nicht auf einen Salinenexperten aus dem hessischen oder brandenburgisch-preußischen Salinenwesen fiel, mag unter anderem daran gelegen haben, dass der Landesherr ihn nicht ausschließlich mit der Errichtung eines Salzwerkes im Hochstift, sondern auch mit dem Bau von vier Wasserwerken und der Untersuchung des im Hochstift gelegenen Borgloher Kohlenreviers beauftragte. Ernst August II. suchte nicht nur einen Spezialisten für das Salinenwesen, sondern bedurfte eines Generalisten, der in der Lage war, die Fachpromotorenschaft für verschiedene Gewerbebereiche zu übernehmen.

### Erster Bau von Anlagen
Dennoch war diese Wahl unter den spezifischen Anforderungen des Salinenwesens zunächst keine sonderlich günstige. Auf besonderen Hinweis des Landesherrn hin begann Märcker seine Tätigkeit zunächst bei den Solequellen um Aschendorf und Laer. Ohne eine genauere Prüfung dieser Solequellen auf ihre Lötigkeit vorzunehmen, begann Märcker an diesen Stellen mit dem Bau von gleich sechs Gradierwerken, zwei Siedehäusern und einem Kunstrad (Wasserkraftanlage) mit einem Gesamtinvestitionsvolumen von 5.759 Reichstalern, das zu Lasten der fürstbischöflichen Kasse ging. Dass die Planung und die ersten Vorbereitungen derartig hastig und wissenschaftlich schlecht vorbereitet vonstattengingen, lag unter anderem daran, dass Märcker nicht nur durch die anderen landesherrlichen Projekte, sondern auch durch ausländische Aufträge – in Güstrow und Parchim – abgelenkt war. Die Folge war, dass der Baumeister eigentlich erst ab dem Jahr 1724 die Arbeiten vor Ort selbst leitete. Recht bald wurde jedoch deutlich, dass die Quellen bei Aschendorf und die von Märcker als ergiebiger bewertete Sole bei Laer nicht die notwendige Lötigkeit besaßen, die die Errichtung eines Salzwerkes gerechtfertigt hätte. Kleinlaut musste er seinem Auftraggeber im Juli 1724 gestehen, dass die Aschendorfer Sole erheblich an Lötigkeit verloren hatte und die getätigten Aufwendungen sich als Fehlinvestitionen herauszubilden begannen. Eine weitere Mutung – diesmal bereits in Richtung Rothenfelde – brachte zwar eine neue Quelle zu Tage; aber auch diese Sole besaß keine ausreichende Lötigkeit und verschwand sogar nach einigen Wochen wieder. Allein dieser Versuch verschlang abermals 500 Reichstaler.

### Entdeckung der Solequelle
Als Märcker die Aussichtslosigkeit seines Unterfangens an den bisherigen Stellen allmählich klar wurde, machte ihn der Sohn des Kötters Johann Caspar Grafe auf den salzhaltigen Brunnen seines Vaters bei Rothenfelde aufmerksam, wo der Baumeister schließlich am 22. September 1724 auf die entscheidende Sole stieß. In geringer Entfernung zu den bereits errichteten Salzwerkanlagen besaß diese auf freiem Feld liegende Sole eine wesentlich stärkere und auch ergiebigere Lötigkeit mit einem Salzgehalt von 7 %. Um die bisherigen Investitionen an den alten Stellen nicht umsonst getätigt zu haben, ließ er einen Röhrenkanal zwischen der neuen Sole und den bereits errichteten Salzwerksteilen anlegen. Für die weiteren Arbeiten zog Ernst August II., der wohl das Zutrauen in die Alleinverantwortlichkeit Märckers angesichts dieser Ereignisse verloren haben mag, im Oktober 1724 einen zweiten Fachpromotor, den ausgewiesenen Salinensachverständigen Sievers, hinzu. Für den Ausbau des oben erwähnten Kanals wurden nicht etwa Fachleute eingestellt; vielmehr wurden aufgrund der einsetzenden finanziellen Zurückhaltung Ernst Augusts II. Einheimische gedungen: Der Bischof hielt nach den ebenso kostspieligen wie zum Teil überflüssigen Vorarbeiten in Aschendorf und Laer die Hand auf der Tasche. So sah sich Märcker genötigt, eine Schar Bauern aus Rothenfelde und Umgegend als Arbeiter zum Aushauen des 61 Ruten langen Röhrenkanals zu dingen.

### Betriebsaufnahme
Inzwischen hatte sich die fürstbischöfliche Landkanzlei darum bemüht, die für die Saline erforderlichen Grundflächen in die Hand des Landesherrn zu bringen. Bemerkenswert bei diesem Vorgehen war, dass der Fürstbischof die schnell eintretenden Streitigkeiten um Lehns- und Eigentümerrechte zum Anlass nahm, erst gar nicht den Versuch zu unternehmen, unter Hinweis auf Berg- bzw. Salzregal eine Enteignung oder die Einziehung von Lehen vorzunehmen. Vielmehr wies er die Kanzlei mit persönlichem Erlass vom 5. März 1726 an, die benötigten Grundflächen per Rechtsgeschäft, mithin per Ankauf, in seine Hand zu bringen. Am 6. April 1726 waren alle Ankäufe erfolgreich abgeschlossen. Der Fürstbischof hatte hierfür insgesamt die Summe von 1.050 Reichstalern aufzubringen. Im Jahr 1725 schließlich wurde der volle Siedebetrieb an der Saline Rothenfelde aufgenommen, worauf ein von der Landkanzlei verfügter Eindruck in das dem fürstbischöflichen Landgesangbuch beigefügte Gebetbuch ausdrücklich hinweist:
„Mithin insonderheit auch das durch deine milde güte diesem land verliehene Saltz=werck, alß dein geschenck und gabe gnädiglich bewahren und reichlich segnen.“
Der Betrieb erfolgte in einem Gradiergesamtwerk, drei Siedehütten mit zehn Pfannen, zwei Salzmagazinen und dem bereits erwähnten Wasserwerk. In der Saline Rothenfelde wurde von Beginn an die Dorngradierung betrieben, bis im Jahr 1729, als Reparaturkosten für das Gradierwerk anfielen, unter Hinweis Märckers, dass die wenig geschätzte graue Farbe des Rothenfelder Salzes durch die Lohe der eingesetzten Dornen entstünde, dieses Verfahren aufgegeben wurde. Im Jahr 1726 wurde die eigentliche Betriebsführung – am 16. Juni 1728 hatte Johann Christian Märcker die Dienste Ernst Augusts II. und damit den Salinenbetrieb endgültig verlassen – dem Salzmeister Schramm aus Dissen übertragen. Mit seinem Eintreffen begann erst eine geordnete Betriebsführung auf der Saline Rothenfelde. Ende 1727 waren die Hauptarbeiten am Salzwerk abgeschlossen, was den Reingewinn der Saline im Jahr 1728 erstmals auf 3.000 Reichstaler jährlich stiegen ließ. In den Jahren 1726 und 1727 lag der Reingewinn aufgrund der finanziellen Belastungen durch die anhaltende Bautätigkeit bei 100 Talern pro Jahr.

### Beschäftigte
Insgesamt arbeiteten im Salzwerk Rothenfelde zu dieser Zeit 22 Angestellte und Arbeiter. Dabei war die eigentliche Betriebsorganisation sehr übersichtlich. Die Führung der Saline oblag dem Salzmeister und Salzinspektor Schramm, der zugleich oberster Salzbeamter im Hochstift war. Den Siedebetrieb leitete und überwachte der Kottenmeister (Siedemeister) Johann Christian Mindus; die Pfannen beaufsichtigte der Pfannenschmied Andreas Banderman, während die restlichen 19 Arbeiter die übrigen Tätigkeiten der Produktion ausübten. Von den 20 Salzknechten waren insgesamt 12 aus dem Hochstift Osnabrück. Die restlichen 8 kamen aus anderen deutschen Salinenzentren: unter anderem aus Halle an der Saale, Staßfurt, Schönebeck und Allendorf. Ernst August II. wusste sich nicht nur auf der Ebene der Betriebsführung – Mindus kam aus Halle an der Saale, Banderman aus Magdeburg –, sondern auch auf der ausführenden Ebene der Salzknechte eines gewissen Stammes an Fachpersonal zu versichern.
Obgleich Schramm seinem Landesherrn im Jahr 1726 ein staatliches Salzhandelsmonopol nahelegte, verzichtete der Fürstbischof sowohl auf ein solches Monopol als auch auf die Verhängung eines Importverbotes für fremdes Salz. Vielmehr wurde der Verkauf des Salzes einem eingestellten Salzfaktor übertragen, der das Salz zu einem festgelegten Preis sowohl an die einheimische Bevölkerung als auch – zu einem unwesentlich höheren Preis – an Ausländer zu verkaufen hatte.

### Niedergang und Wiederaufstieg
Mit dem Tod Ernst Augusts II. im Jahr 1728 trat der Niedergang infolge einer Erbauseinandersetzung um das Salzwerk Rothenfelde ein. So beanspruchte das Domkapitel zu Osnabrück unter Verweis auf das Bergregal genauso das Eigentum an der Saline wie auch das Oberhaupt des Hauses Braunschweig-Lüneburg, König Georg II. von Großbritannien. Den nun ausbrechenden Rechtsstreit mit Georg II. trugen sowohl das Domkapitel als auch der neu gewählte Fürstbischof Clemens August I. von Bayern, dem auch die Salinen Salzkotten und Gottesgabe unterstanden, aus. Clemens August entließ als erstes den Salzinspektor Schramm, der sich der Partei des britischen Königs verdächtig gemacht hatte, und ernannte Mindus zum neuen obersten Salzbeamten. Doch auch dieser – genau wie alle anderen ausländischen Arbeiter auf der Saline – verweigerte dem neuen Landesherrn den Eid, während die einheimischen Arbeiter in das Lager des neuen Fürstbischofs übergingen. Es folgt eine drei Jahre andauernde Auseinandersetzung. Am Ende lag der Salinenbetrieb aufgrund der Zerrissenheit der Arbeiter untereinander völlig danieder. Die Saline Rothenfelde nahm ihren Betrieb erst im Jahr 1731 auf, nachdem der Fürstbischof den tatsächlichen Besitz an der Saline zugunsten Georgs II., der mittlerweile gedroht hatte, in dieser Angelegenheit mit einer Klage vor den Reichshofrat in Wien ziehen zu wollen, aufgegeben hatte. Clemens August scheute mittlerweile die hohen Kosten, die die Wiederaufnahme des Betriebs und die Beseitigung der Brachschäden verursacht hätten. So endete die fürstbischöfliche Hoheit über das Salzwerk Rothenfelde nach nur wenigen Jahren Betriebsdauer. König Georg II. und seinen rechtmäßigen Erben wurde die Saline Rothenfelde als ein freies Allodium mit allen dazugehörigen Grundstücken und Siedegerätschaften überlassen.
Unter den neuen weltlichen Herren wurde Rothenfelde sehr schnell wieder ein äußerst rentabler Betrieb. Unter der Leitung verschiedener fähiger Salinendirektoren wurden in den folgenden Jahrzehnten ständig die erforderlichen technischen Verbesserungen vorgenommen. In den Jahren 1742 bis 1752 war die Saline Rothenfelde in ihrer Produktionsausweitung so weit gediehen, dass sie sogar die in der ehemaligen Grafschaft Tecklenburg liegende preußische Salzfaktorei mit 18.515 Berliner Scheffeln Salz versorgen konnte. In den 1760er und 1770er Jahren wurden dann entscheidende Neu- und Umbaumaßnahmen wie die Wiedereinrichtung eines großen Gradierwerkes und die Ausstattung der Siedehäuser mit neuen Siedepfannen durchgeführt. Die Jahresproduktion von Rothenfelde lag schließlich im Durchschnitt bei 870.000 kg jährlich.

## Resümee
Zur fürstbischöflichen Herrschaft über die Saline Rothenfelde in der ersten Hälfte des 18. Jahrhunderts lässt sich resümieren, dass Ernst August II. in Bezug auf die Betriebsverfassung der Saline die Rechtsform des staatlich-fiskalischen Betriebes wählte. Er trat mithin als alleiniger Sachpromotor auf und tätigte alle notwendigen Investitionen aus seiner Privatschatulle. Anders als viele andere Landesherren seiner Zeit entschied er sich damit ausdrücklich gegen die Verpachtung oder Belehnung und übernahm das unternehmerische Risiko, das staatlicherseits so häufig gefürchtet wurde, vollständig. Dieses Vorgehen war ihm vor allem deswegen möglich, weil er in seinem Hochstift keine gewachsenen Strukturen im Bereich des Salinenwesens vorfand, auf die man in Bezug auf Betriebsverfassung und Betriebsführung hätte Rücksicht nehmen müssen. Zudem ließ sich Ernst August II. nicht in die üblichen Auseinandersetzungen um die Durchsetzung des Bergregals verwickeln. Wenngleich ihm auch dabei der Umstand zu Hilfe kam, dass es ein funktionierendes Salinenwesen in seinem Hochstift noch gar nicht gab, berief er sich bei der Beschaffung der notwendigen Grundflächen nicht auf die zeitraubende Geltendmachung landesherrlicher Rechte, sondern wählte den schnelleren Weg des Rechtsgeschäftes, mithin den Weg des zügigen Ankaufs.
Das ganze Vorgehen dieses Landesfürsten ist durch ein gewisses Ungestüm bei der Umsetzung seiner Pläne gekennzeichnet. Während dies in Bezug auf den Zeitaspekt bei der Errichtung der Saline durchaus zugutekam, trug sein Projekt bei der Auswahl des Fachpromotors eher einen Schaden davon. Mit der Berufung Johann Christian Märckers bewies Ernst August II., der mit dieser Bestallung gleich mehrere Vorhaben abgedeckt wissen wollte, keine glückliche Hand. Doch auch diesen Nachteil wusste der Landesherr durch die schnelle Berufung weiterer Fachpromotoren mit spezifischerer Eignung für das Salinenwesen zu beheben. Wie bei vielen staatlich-fiskalischen Betrieben war die Betriebsführung der Saline Rothenfelde einheitlich und straff organisiert. Der oberste Salzbeamte des Hochstifts war zugleich Geschäfts- und Betriebsführer in Personalunion. Ohne diese einheitliche und in ihrer Organisationsform flache Betriebsführung wäre der schnell vonstattengehende, volle Betriebsprozeß von Rothenfelde kaum denkbar gewesen. Auch bei den staatlichen Rahmenbedingungen wählte der Osnabrücker Fürstbischof andere Wege als viele seiner fürstlichen Zeitgenossen. Ernst August II. verzichtete vollständig auf die Installation eines staatlichen Salzhandelsmonopols und die Verhängung eines Einfuhrverbotes für ausländisches Salz. Damit setzte der Fürstbischof seine noch junge Saline vom Beginn ihrer Betriebstätigkeit an dem freien Salzhandelsmarkt aus und dies, ohne dass die Entwicklung seines Betriebes ernsthaften Schaden genommen hätte.